# Maria Archer
Maria Emília Archer Eyrolles Baltazar Moreira, conhecida como Maria Archer (Almodôvar, 4 de janeiro de 1899 — Lisboa, 23 de janeiro de 1982), foi uma escritora portuguesa.

## Biografia
Nascida em Almodôvar, distrito de Beja, Maria Emília Archer Eyrolles Baltazar Moreira era filha de João Baltazar Moreira Júnior (1872-1949), natural da mesma vila e funcionário do Banco Nacional Ultramarino, e de sua mulher, Cipriana Archer Eyrolles (1878-1949), natural de Beja, sendo a primeira dos seis filhos do casal. Mudou-se para Moçambique com os pais e seus cinco irmãos em 1910, terminando a escola primária aos 16 anos, por iniciativa própria, tendo para isso que insistir com seus pais, que achavam desnecessária a sua formação. A família voltou para Portugal em 1914, fixando-se em Algés e posteriormente em Santo Amaro, Alcântara, contudo dois anos depois estava novamente em África, desta vez na Guiné-Bissau, onde publicou o seu primeiro poema Desejo Mórbido (1918).
A 29 de agosto de 1921, regressada a Portugal, Maria Archer casou-se pelo registo civil com o bancário Alberto Teixeira Passos em Faro, celebrando a sua união numa cerimónia religiosa dois dias depois na sua terra natal. Após o matrimónio, o jovem casal, acompanhado pelo filho de uma relação anterior de Alberto Teixeira Passos, sendo este ainda afilhado da sua madrasta, fixou residência na Ilha do Ibo, província de Cabo Delgado, Moçambique. Cinco anos mais tarde, após a queda do regime democrático português e a crise subsequente, o seu marido perdeu o emprego e os três mudaram-se inicialmente para Faro e depois para Vila Real, terra natal de Alberto Teixeira Passos. Em 1931, o casal separou-se, sendo oficializado ainda no mesmo ano o divórcio pelo Tribunal do Porto.
Separada e em busca de independência financeira, foi morar para Lisboa, contudo com poucos recursos e sem obter trabalho, um ano depois partiu para Luanda, Angola, onde, sob a alçada dos seus pais, iniciou a sua carreira literária. Adoptando o apelido da sua mãe, estreou-se como autora ao publicar a novela Três Mulheres (1935), num volume que continha também a aventura policial A Lenda e o Processo do Estranho Caso de Pauling de António Pinto Quartin. Durante esse período produziu artigos e crónicas para os jornais angolanos Angola Desportiva, Comércio de Angola, Pátria e Última Hora e publicou o romance África Selvagem (1935), tendo sido considerada pela crítica como uma das maiores revelação da literatura portuguesa desse ano.
Regressada a Lisboa ainda durante a segunda metáde da década de 1930, iniciou um período de intensa atividade literária e jornalística, produzindo obras essencialmente sobre a sua vivência em África. Como jornalista e cronista publicou nos jornais O Algarvio, Correio do Sul, O Sul, Jornal de Notícias, O Primeiro de Janeiro, Eva, Fradique, Ilustração, Modas & Bordados, O Mundo Português ou ainda na revista Portugal Colonial  (1931-1937) e na revista luso-brasileira Atlântico. Participou em diversas conferências radiofónicas, muitas realizadas na sede da Sociedade de Geografia de Lisboa, assim como realizou diversas entrevistas a personalidades portuguesas e estrangeiras de visita ao país, tais como Ester Leão. Para a colecção Cadernos Coloniais, uma coleção com setenta livros publicados pelas Edições Cosmos entre os anos de 1920 e 1960, Maria Archer escreveu os volumes Sertanejos (1936), Singularidades Dum País Distante (1936), Ninho de Bárbaros (1936), Angola Filme (1937) Caleidoscópio Africano (1938) e Colónias Piscatórias em Angola (1938). Em 1938, conquistou o Prémio de Literatura Infantil Maria Amália Vaz de Carvalho, organizado então pelo Secretariado Nacional de Informação, com o livro Viagem à Roda de África.
Em 1945, aderiu ao Movimento de Unidade Democrática (MUD), grupo de oposição ao regime salazarista, sendo consequentemente as suas obras censuradas pelo Estado Novo. Os romances Ida e Volta duma Caixa de Cigarros (1938) e Casa Sem Pão (1947) foram apreendidos por apresentarem contéudo considerado erótico e crítico da condição da mulher em Portugal, e em 1953, a sua casa foi invadida pela Polícia Internacional e de Defesa do Estado (PIDE) após o final do julgamento do capitáo Henrique Carlos Galvão, por lhe ter sido proposto escrever um livro sobre o caso mediático. Sem condições de viver da sua produção intelectual, refugiou-se no Brasil, onde chegou a 15 de julho de 1955.
No seu exílio, colaborou com os jornais O Estado de S. Paulo, Semana Portuguesa, Portugal Democrático e a Revista Municipal de Lisboa (1939-1973). Alternou entre a literatura de temática africana e as obras de oposição à ditadura portuguesa, tais como África sem Luz (1962) ou Os Últimos Dias do Fascismo Português (1959).
Gravemente debilitada, em 1977 foi internada no Hospital de São Paulo, apenas regressando a Portugal a 26 de abril de 1979 para cumprir o seu desejo de morrer no seu país e em liberdade. Residiu na Mansão de Santa Maria de Marvila, em Lisboa, um dos maiores lares de Portugal, onde passou os seus últimos três anos de vida. Faleceu aos 83 anos de idade, a 23 de janeiro de 1982, sem deixar descendência direta. Era tia do médico cardiologista e professor universitário Fernando de Pádua, considerado o "Pai da Medicina Preventiva em Portugal". Encontra-se sepultada no Cemitério do Alto de São João, em Lisboa.

## Obras
- Três Mulheres (com Pinto Quartim Graça) - Luanda, Mondego, 1935
- África Selvagem - Lisboa, Guimarães & lda, 1935
- Sertanejos - Lisboa, Editorial Cosmos, 1936
- Singularidades de Um País Distante - Lisboa, Editorial Cosmos, 1936
- Ninho de Bárbaros - Lisboa,Editorial Cosmos, 1936
- Angola Filme - Lisboa, Editorial Cosmos,1937
- Ida e Volta duma Caixa de Cigarros - Lisboa, Editorial O Século, 1938
- Viagem à Roda de África - romance de aventuras infantis, Lisboa, Editorial O Século, 1938
- Colónias Piscatórias em Angola - Lisboa, Cosmos, 1938
- Caleidoscópio Africano - Lisboa, Edições Cosmos, 1938
- Há dois Ladrões sem Cadastro - Lisboa, Editora Argo, 1940
- Roteiro do Mundo Português - Lisboa, Edições Cosmos, Lisboa, 1940[15]
- Fauno Sovina - Lisboa, Livraria Portugália, 1941
- Memórias da Linha de Cascais - com Branca de Gonta Colaço, Lisboa, parceria António Maria Pereira, 1943
- Os Parques Infantis, Lisboa - Associação Nacional dos Parques Infantis, 1943
- Ela É Apenas Mulher - com António Maria Pereira, Lisboa, 1944
- Aristocratas - Lisboa, Editorial Aviz, 1945
- Eu e Elas, Apontamentos de Romancista - Lisboa, Editorial Aviz, 1945
- A Morte Veio de Madrugada - Coimbra, Coimbra Editora Lda, 1946
- Casa Sem Pão - Lisboa, Empresa Contemporânea de Edições, 1947
- Há-de Haver uma Lei - Lisboa, Edição da Autora, 1949
- O Mal Não Está em Nós - Porto, Livraria Simões Lopes, 1950
- Filosofia duma Mulher Moderna , Porto, Livraria Simões Lopes, 1950
- Bato às Portas da Vida - Lisboa, Edições SIT, 1951
- Nada lhe Será Perdoado - Lisboa, Edições SIT, 1953
- A Primeira Vítima do Diabo - Lisboa, Edições SIT, 1954
- Terras onde se fala Português - Rio de Janeiro, Ed. Casa do Estudante do Brasil, 1957
- Os Últimos Dias do Fascismo Português - S. Paulo, Editora Liberdade e Cultura, 1959
- África Sem Luz - São Paulo, Clube do Livro, 1962
- Brasil, Fronteira da África - São Paulo, Felman-Rêgo, 1963
- Herança Lusíada - Lisboa, Edições Sousa e Costa, s.d.

### Teatro
- Alfacinha - comédia em 1 ato, 1949
- Isto que Chamam Amor - drama em um ato
- Numa Casa Abandonada - drama em um ato
- O Poder do Dinheiro - comédia em 3 atos
- O Leilão - drama em 3 atos[16]